# Andělské lípy
Andělské lípy je označení šesti památných stromů – lip malolistých (Tilia cordata), které rostou v nadmořské výšce 614 m v těsném kontaktu s obvodovou zídkou uvnitř kostelní zahrady trojbokého kostela Nejsvětější Trojice v Andělské Hoře v okrese Karlovy Vary v Karlovarském kraji. Nejmohutnější z lip má obvod kmene 476 cm (měření 2009). Chráněny jsou od roku 2009 jako esteticky zajímavé stromy, významné vzrůstem, krajinná dominanta a jako součást kulturní památky.

## Stromy v okolí
- Alvínina lípa
- Lípa u křížku
- Žalmanovská lípa